# 四国中央市浜公園川之江野球場
四国中央市浜公園川之江野球場（しこくちゅうおうしはまこうえんかわのえやきゅうじょう）は、愛媛県四国中央市にある野球場。1992年開設。
四国アイランドリーグplus・愛媛マンダリンパイレーツのホームゲームを開催することもある。
2017年に愛媛県で開催される第72回国民体育大会に向け、スコアボード等の改修工事が行われた。

## 施設概要
- 両翼：92m、中堅：120m　グラウンド面積12,900m2
- 内野：土、外野：天然芝
- 収容人員：8,000人（内野：座席　2,000人、外野：芝生席 6,000人）
  - 内野スタンドに屋根あり
- スコアボード：フルカラーＬＥＤ式フリーボード
- ナイター設備　あり(内野のみ)

## 周辺施設
- サブグラウンド広場
- 多目的広場(400mトラック、芝生フィールド）
- パークゴルフ広場

## 交通機関
- 鉄道：四国旅客鉄道（JR四国）予讃線　川之江駅下車　徒歩約30分
- 最寄りのインターチェンジ：松山自動車道　三島川之江インターチェンジ